# (336756) 2010 NV1
(336756) 2010 NV1 est un objet transneptunien du disque des objets épars circulant sur une orbite excentrique et rétrograde.
Différentes époques peuvent donner des orbites assez différentes sur un objet d'une telle excentricité.

## Autres objets circulant sur des orbites lointaines

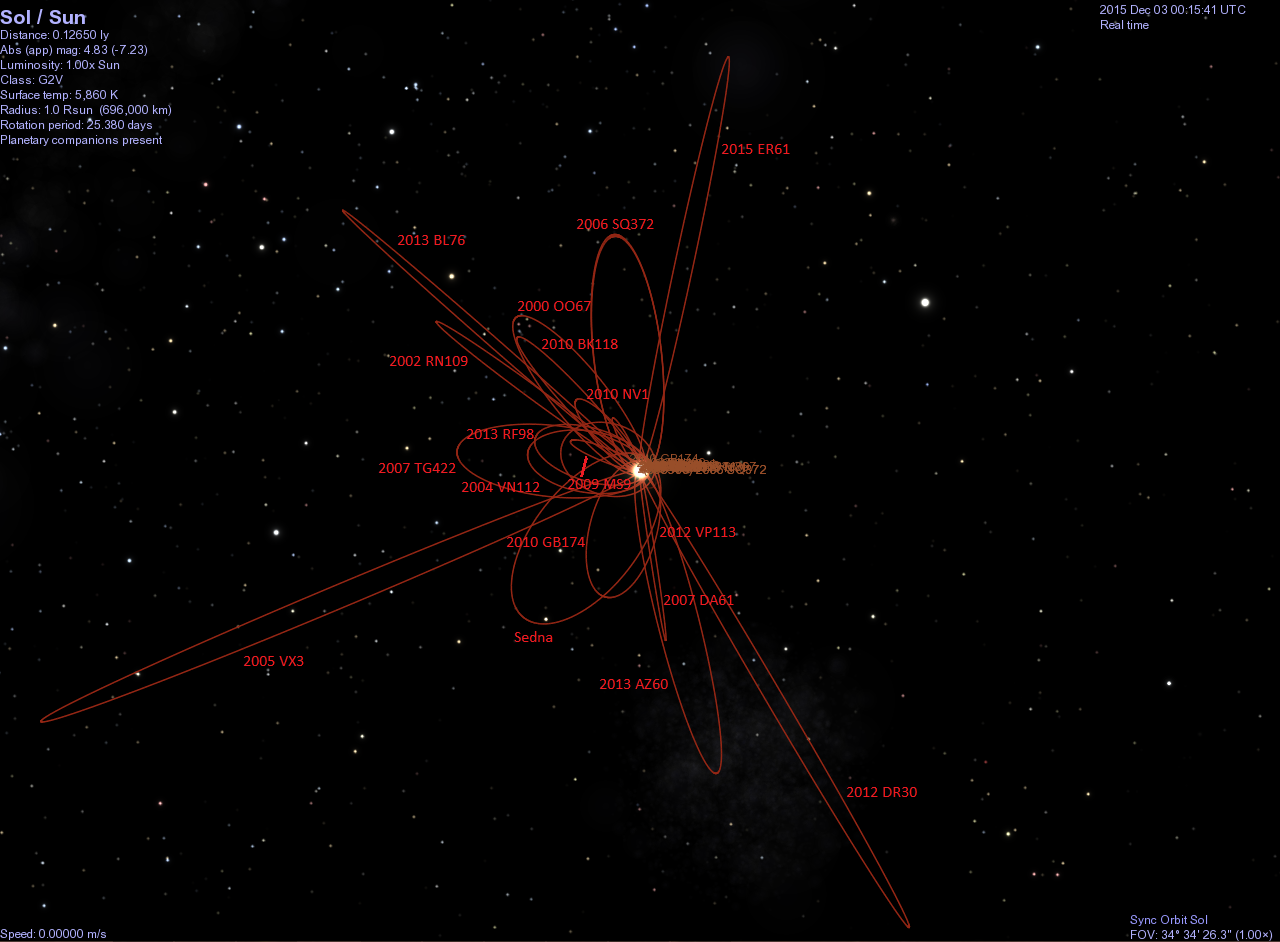
Orbite de ' comparée à celles d'autres objets très distants, Sedna,,, (orbite fausse),,,,,,,,,,,,,, 2015 ER_{61}.

## Numérotation
L'objet a été numéroté le 31 août 2012